# Masse (Sozialwissenschaften)

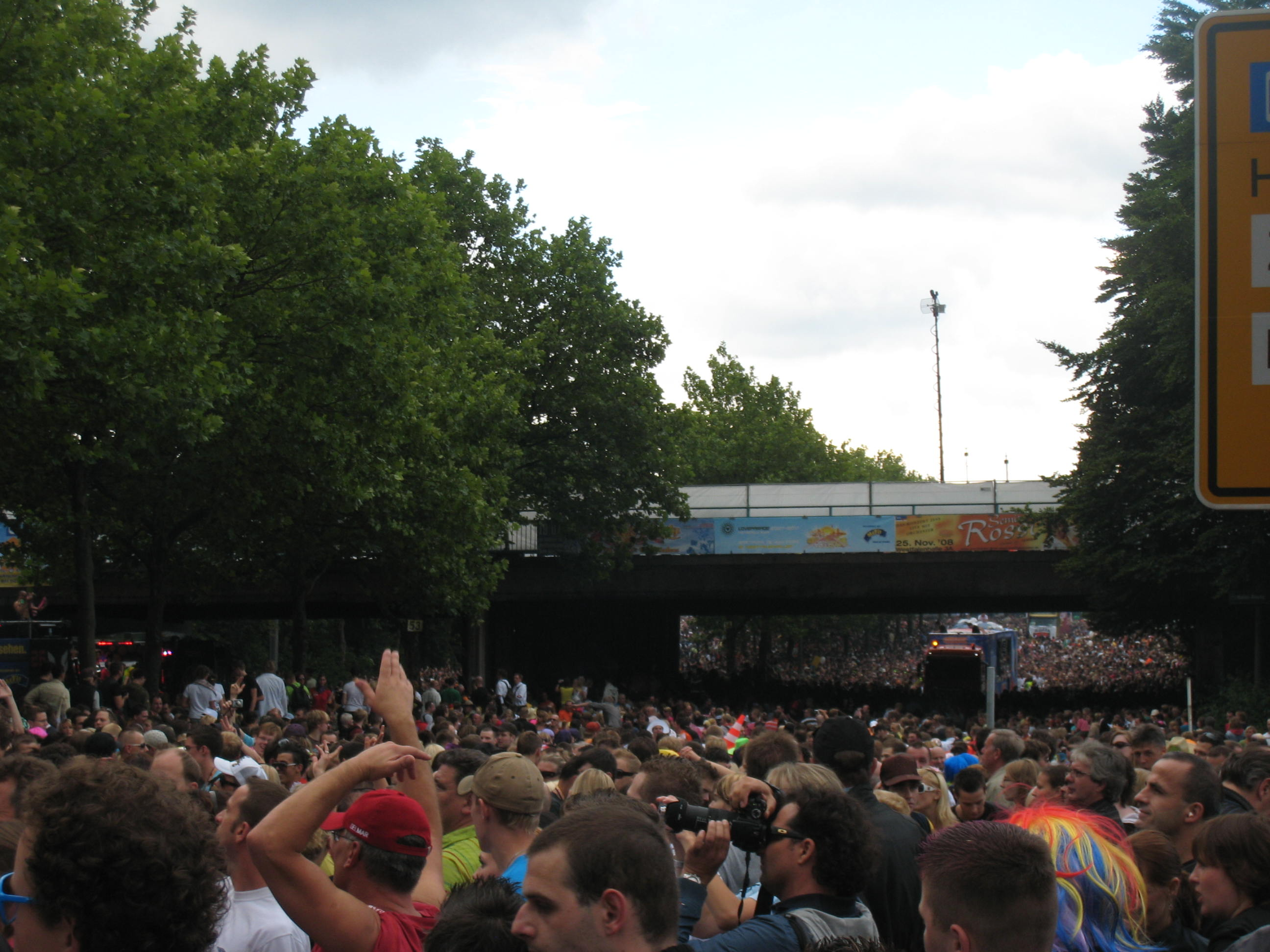
Beispiel einer „Masse“: Die Loveparade in Dortmund 2008

Masse, Massenbewegung oder Massengesellschaft bezeichnet in den Sozialwissenschaften eine große Ansammlung von Menschen, die gemeinsam sozial handeln. Die Masse kann im Sinne Max Webers als „vergemeinschaftete Menge“ angesehen werden, die Menge umgekehrt als „individualisierte Masse“.
Der Begriff entwickelte sich im Spannungsfeld der von Sozialpsychologie und Soziologie diskutierten Massenbegriffe von Gustave Le Bon und Gabriel Tarde zum Ende des 19. Jahrhunderts und wurde von Soziologen wie Max Weber und Émile Durkheim aufgegriffen. Er wird bisweilen abwertend gebraucht („dumme Massen, Vermassung“). Massen können als soziale Bewegungen auch kulturell angesehene Werte wie Gerechtigkeit und Gleichheit ins Bewusstsein der öffentlichen Meinung bringen oder sie aktiv umsetzen.

## Begriffsbestimmungen
Der deutsche Soziologe Max Weber unterschied im Dreischritt zwischen „Massen“, „Gefolgschaften“ und „Eliten“. Der Soziologe Vilfredo Pareto stellt die „Masse“ den „Eliten“ und „Reserveeliten“ gegenüber, ähnlich unterscheidet Charles Wright Mills zwischen „Masse“ und „Machtelite“. Gegenbegriffe sind „Individuum“, „bedeutende Einzelne“, auch „die Gebildeten“.
Andererseits ist ein zweiter, soziologischer Gegenbegriff auch die „Menge“. Während Massen oft (meist spontane, manchmal aber auch geplante) Hierarchien aufweisen (insbesondere in Form von Anführern und Rädelsführern), sind „Mengen“ kleiner und unstrukturierter, nur situativ verbunden (etwa alle Passanten in einer Einkaufsstraße) und tendieren im Gegensatz zu „Massen“ nicht dazu, geschlossen, also aktiv und intentional zu handeln.
Bei Gustave Le Bon, dem Urheber des Begriffs der sozialen Masse, existiert bereits 1895 in seinem Buch Psychologie der Massen der Ansatz zur Unterscheidung von Menge und Masse: In der Masse existiert eine Gemeinschaftsseele, es gibt eine kollektive „Ansteckung“ der Gefühle (englisch contagion), in der Menge fehlt beides. Die Masse wird als irrational bezeichnet, in der Menge handelt der Mensch relativ vernünftig, im Sinne seiner individualistischen Interessen. Der französische Soziologe Gabriel Tarde unterschied 1901 in seinem Werk La opinion et la Foule ebenfalls sogenannte „hitzige“ gemeinschaftliche Massen von „erkalteten“ Mengen; es handelt sich quasi um zwei verschiedene Aggregatzustände einer menschlichen Vielheit: Eine „kalte“, individualisierte Arbeitermenge, in der jeder seinen eigenen Zielen zustrebt, kann sich demnach „erhitzen“ und im Rausch der Gefühle, im Dienste gemeinsamer Ziele zur handelnden Masse werden (etwa Streikmasse, revolutionäre Masse).
Elias Canetti stellte 1960 in seinem Werk Masse und Macht heraus, dass das „beseligende Element“ in der Masse das Gefühl der gemeinsamen Macht, mithin die Befreiung vom individualisierten Leben im Sinne eines „Krieges aller gegen alle“ (bellum omnium contra omnes) sei: Die Masse nimmt dem in ihr integrierten Menschen seine Ohnmachtsgefühle und Vereinsamungsängste, deshalb wird sie so gerne aufgesucht. Weil die Masse aber auch machtvoll ist und im Überschwang der Gefühle zu Überreaktionen neigt, wird sie gefürchtet und gemieden von jenen, die ihr nicht angehören.

## Soziologische Merkmale

Massen als politische Bewegung: Der Sturm auf die Bastille während der Französischen Revolution (Gemälde von Jean-Pierre Houël, 1789)

Die Bildung einer Masse kann mit Verhaltensenthemmungen und mit einer temporären Überschreitung von sozialen Normen einhergehen. Andererseits können organisierte und strukturierte Massen auch Normen durchsetzen und Verhaltensenthemmungen entgegentreten, etwa eine gemeinsam handelnde Hundertschaft von Polizisten oder eine Kompanie Soldaten. In revolutionären Situationen oder gesellschaftlichen Kampfsituationen ist typisch, dass verschieden organisierte- und strukturierte Massen feindlich aufeinandertreffen: Masse und Gegenmasse, normverletzende und normerhaltende Massen, widerstreitende Massen im Dienste alter und neuer Normen begegnen sich und treten in Kämpfe ein.
Die emotionale Verbundenheit in der Masse kann sowohl positive Affekte freisetzen (insbesondere Freude, Geborgenheit, Übermut erzeugen, etwa bei Festen, Feiern und Spielen), als auch negative Emotionen wie Hass, Machtgier und Aggression hervorbringen (etwa im Lynchmob, im Hetzmob oder im Kampf zweier verfeindeter Hooligan-Gruppierungen). Massenstimmungen können gerade in heterogenen, unstrukturierten Massen sehr rasch umschlagen, dieser Effekt nimmt allerdings mit dem Organisations- und Disziplinierungsgrad der Masse ab.
Während die überholte Massenpsychologie Gustave Le Bons behauptete, die Masse sei grundsätzlich irrational und unberechenbar, kritiklos und suggestibel, wissen wir heute, dass in der Masse sehr wohl rational und klug im Sinne gemeinschaftlicher Ziele gehandelt werden kann, die Masse überdies durchaus nicht unbegrenzt suggestibel und unfähig zur Kritik ist – solange die Massenemotionalität sich noch in bestimmten Grenzen hält. Eine gut organisierte und wohl strukturierte Masse kann durchaus zielbewusst und planmäßig agieren, wenn ihrem Handeln Planung vorausgeht und sich eine mehr oder weniger flache oder steile Rangordnung herausgebildet hat.
Ob das Handeln in der Masse ganz eigenen Gesetzmäßigkeiten folgt, ist umstritten, weil es so viele verschiedene Ausformungen der Masse gibt und ebenso viele Anlässe ihres Zusammenkommens: Eine Festmasse, die sich im Takt der Musik wiegt und dem Trunk frönt, hat außer dem Gemeinschaftsgefühl und der emotionalen Ergriffenheit wenig gemein mit einer organisierten Kriegsmasse, die siegestrunken ein fremdes Land überfällt.
Masse ist zur Schaffung sozialer Dynamik in der Lage: Im negativen Fall reicht diese von der Plünderung bis hin zu Pogrom und Lynchjustiz, im positiven Fall aber auch von einer friedlichen Demonstration über den politischen Widerstand gegen Tyrannei – bis hin zur revolutionären Ausrufung einer neuen Gesellschaftsform, wie es in der Französischen Revolution 1789 der Fall war. Hier war es allerdings nicht allein die Masse, sondern das strukturierte, mehr oder minder planvolle Ineinandergreifen von Masse, Gefolgschaft und Führung, die die revolutionäre Dynamik und schließlich den Erfolg brachte.
Nicht zwangsläufig aber oft werden Massen von selbstgewählten – oder zumindest kollektiv anerkannten – Führern angeleitet und dabei mitunter zu Taten verführt, die sie außerhalb der Masse, als Individuen wahrscheinlich nicht begehen würden. Ein Sonderfall solcher Massenführerschaft besteht dann, wenn der Führer es versteht, die geballte Gemeinschaftssolidarität der Masse und damit auch ihr kraftvolles Selbstwertgefühl auf sich zu beziehen. Der Führer „verkörpert“ dann die Masse, ihre Ziele und Werte, ihr Denken und ihre Emotionen; Er stellt sich als ihr „höchster Diener“ dar und wird erst durch diese scheinbare Unterwerfung ihr Herr. Dies kann soweit führen, dass die außerordentlich ausgeprägte gegenseitige Sympathie, die die Angehörigen der Masse füreinander aufbrachten, nun mehr und mehr auf den Führer konzentriert wird: Die Masse beginnt ihren Führer zu lieben und zu verherrlichen, wie ein Verliebter das Objekt seines Begehrens kritiklos liebt und verherrlicht. Hier entsteht, was Max Weber unter dem Begriff der „charismatischen Massenführerschaft“ verstanden wissen wollte. Die Führerverherrlichung mündet ein in die Zuschreibung besonderer „genialer“, „wunderbarer“, ja fast „göttlicher Eigenschaften“ oder „Gnadengaben“, die den Führer zur Leitung der Masse besonders befähigen und das „blinde Vertrauen“ (Max Weber), das man in ihn setzt, rechtfertigen. Phantasievolle Legenden, Anekdoten und Gerüchte der Masse, mithin aber auch gezielte Massenpropaganda des Führers und seiner Gefolgschaft bestätigen und festigen solche wertgebenden Zuschreibungen. Die Masse beginnt an ihren Führer zu glauben, wie an eine Heilsgestalt. Blinder Massengehorsam, bis „in den Tod“ wird dem Führer zuweilen freiwillig entgegengebracht und nach seiner Etablierung von ihm wie selbstverständlich eingefordert. Charismatische Massenführerschaft dieser extremen Form, die im Falle religiöser, militärischer und politischer Führerschaft am häufigsten auftritt, wird begünstigt durch den Messianismus der Massen, einer besonderen Ausformung der „Religiosität der Massen“. (Gustave Le Bon) Die Masse entwickelt beim Vorherrschen starker kollektiver Emotionen (wie Todesangst oder höchster Verwirrung) und geringem horizontalen Organisationsgrad den Wunsch nach Klarheit und Führung. Ihr Überlebenswille konzentriert sich auf die Hoffnung einer begnadeten Leitung, dies umso stärker, je verzweifelter ihre Lage erscheint. Ist ihr Selbstwertgefühl dieserart beschädigt, ist die Masse überzeugt, sich nicht mehr aus eigener Kraft aus hoffnungsloser Situation zu befreien, ist sie auch bereit zur Unterordnung, zur Anerkennung einer höheren Wertigkeit, als der eigenen. Der Hoffnungsträger wird wie ein Messias begrüßt, der vom Schicksal geschickt wurde. Rettung aus der Not scheint in greifbare Nähe gerückt, Freude und Erleichterung breiten sich aus, Dankbarkeit wird dem entgegengebracht, der die „letzte Hoffnung“ verkörpert. Der Führer nutzt die Suggestibilität der höchst emotionalisierten Masse geschickt aus und verstärkt seinen überweltlichen Nimbus, indem er die kollektiven Hoffnungen der Masse aufgreift und sich als Messias präsentiert, der von höheren Mächten geschickt wurde, um eine bestimmte Sendung zu erfüllen.
Das komplexe Zusammenspiel von Massenhoffnungen und Führungschancen des Charismatisierten funktioniert allerdings nur solange, wie sich die Führungsfigur auch bewährt: Schlägt alles fehl, enttäuscht der Charismatisierte allzu offensichtlich die überbordenden Hoffnungen der Masse, wird ihm die Legitimität, die er als Massenführer gewonnen hatte, auch rasch wieder entzogen, die Masse folgt und gehorcht ihm nicht mehr und entzieht ihm ihre Zuneigung. Die Instabilität charismatischer Massenmacht liegt begründet in der Möglichkeit der raschen „Entzauberung des Charismas“ bei mangelnder Bewährung. Auch daher sind charismatisierte Massenführer oftmals bemüht, ihre Macht mit rationaler- und traditionaler Herrschaft zu vereinen, die mehr Stabilität garantiert und auch über Niederlagen und Schicksalsschläge hinweghelfen kann, die charismatische Massenmacht für sich genommen kaum überstehen könnte. Paradigmen solcher Verschränkungen charismatischer Massenführerschaft mit der Herrschaft rationalen und traditionalen Charakters lassen sich quer durch die Geschichte finden: Alexander „der Große“ gibt ein Beispiel, ebenso Gaius Julius Cäsar und Napoleon Bonaparte. Das Zwanzigste Jahrhundert brachte besonders viele charismatische Führer an die Macht, so Benito Mussolini, Wladimir Iljitsch Lenin, Josef Stalin („der Stählerne“), Adolf Hitler, Mao Tse-Tung und zahlreiche weniger bekannte Führergestalten.
Aspekte der Manipulierbarkeit des Menschen, die Bereitschaft zur Unterordnung, das gemeinschaftliches „Aufgehen“ in der Masse, sind insbesondere in religiösen Auseinandersetzungen, in Kriegen (vgl. Hurra-Patriotismus) sowie im Massenkult des übersteigerten Nationalismus und Nationalsozialismus zum Vorschein getreten. Eine prosaische Beschreibung des rauschhaften Augusterlebnisses beim Ausbruch des Ersten Weltkriegs in Deutschland lieferte Heinrich Mann in seinem Roman Der Untertan:

„Hurra, schrie Diederich, denn alle schrien es. Und inmitten eines mächtigen Stoßes von Menschen, der schrie, gelangte er jäh bis unter das Brandenburger Tor. Zwei Schritte vor ihm ritt der Kaiser hindurch. Diederich konnte ihm ins Gesicht sehen, in den steinernen Ernst und das Blitzen, aber ihm verschwamm es vor den Augen, so sehr schrie er. Ein Rausch höher und herrlicher als der, den das Bier vermittelt, hob ihn auf die Fußspitzen, trug ihn durch die Luft. Er schwenkte den Hut hoch über allen Köpfen in einer Sphäre der begeisterten Raserei, durch einen Himmel, wo unsere äußersten Gefühle kreisen. Auf dem Pferd dort unter dem Tor der siegreichen Einmärsche und mit Zügen steinern und blitzend ritt die Macht.“

Ähnliche Scenen, die von naiver nationalistischer Begeisterung, von der Bereitschaft zur Unterordnung und vom Machtrausch der Masse zeugen, hatte es auch in Frankreich und England gegeben. In den Schützengräben des Ersten Weltkriegs ebbte diese anfängliche Begeisterung angesichts der Ungeheuerlichkeiten industrieller Massenvernichtung langsam ab, ohne allerdings ganz zu verschwinden. Das Gemeinschaftsgefühl der Masse hielt länger an, als die frenetische anfängliche Kriegsbegeisterung. Noch im dritten Kriegsjahr schrieb ein junger Weltkriegssoldat, kurz bevor er durch eine Granate zerfetzt wurde in einem letzten Brief an seine Eltern:

„Manches habe ich hier draußen ausgehalten und ich werde noch mehr aushalten… Ohne eine Miene zu verziehen, habe ich gestern meinen guten Freund Boye zu Grabe getragen und manch anderen […] Wir haben die Verluste im stundenlangen, zerrüttenden, erschöpfenden Artilleriefeuer erlitten […] Wir alle können dies nur tun, weil wie ein unerschöpflicher Born von Freude, Kraft und Liebe hinter uns die Heimat liegt. Ich muß vor allem unsere Leute erwähnen, die fast über jedes Lob erhaben sind. Wie z. B. unsere Sanitäter herumflitzen im schwersten Feuer, ohne ein Wort des Unmutes, mit ein paar frechen Witzen und dem Gefühl, etwas für die Kameraden zu leisten, das war fabelhaft. Kaum eine Klage der Verwundeten, Ruhe und Einsicht. Ihr könnt sicher sein, es gibt manche Dinge hier draußen in Schmutz und Schauder, die heller und leuchtender sind, als viele Werke im Frieden.“

Hans von Hentig, der das Massenverhalten in Zeiten von Krieg, Niederlage und Massenzerfall untersuchte, war immer wieder erstaunt über seine eigenen Forschungsergebnisse:

„Dass Kriege solange dauern können, dass sie noch fortgeführt werden, wenn sie längst verloren sind, hängt mit den tiefsten Trieben der Massen zusammen, sich in ihrem akuten Zustande zu erhalten, nicht zu zerfallen, Masse zu bleiben. Dieses (Gemeinschafts-)Gefühl ist manchmal so stark, dass man es vorzieht, sehenden Auges zusammen zugrunde zu gehen, statt die Niederlage anzuerkennen und den Zerfall der eigenen Masse zu erleben.“

Daher ist der Krieg der Massen, der eigentlich ja ein Instrument ist, das zu verteidigende Staatswesen mit allen Mitteln zu erhalten und zu stärken, ein zweischneidiges Schwert. Im Falle einer Kriegsniederlage, wie in Russland 1917 und in Deutschland 1918 lösten sich die bewaffneten Kriegsmassen nicht wie beabsichtigt auf, sondern sie verwandelten sich in wehrhafte, revolutionäre Massen, die ihre Gewehrläufe nun nicht mehr in Richtung der gegnerischen Nation, sondern in Richtung des neuen Feindes richteten: Gegen die einstmals Befehlenden, gegen die Offiziere und Generäle, denen sie gerade noch gehorcht hatten – und gegen ihre eigene Regierung, die daran versagt hatte, sie zum Sieg zu führen. Zwei große, europäische Revolutionen waren die Folge, die gescheiterte Deutsche Revolution von 1918–1919 und die erfolgreiche Russische Revolution von 1917. Beide zusammen lieferten die entscheidenden, politischen Impulse zur Entstehung des Zweiten Weltkriegs und zur jahrzehntelangen Aufteilung der Welt in waffenstarrende, prosozialistische und antisozialistische Machtblöcke im „Kalten Krieg“.
Herrschende oder zur Herrschaft Strebende berufen sich zu ihrer Legitimation fast immer auf die Unterstützung der Massen, ein erwartbares Elitenhandeln in Demokratien, in sozialistischen Staaten, aber auch in plebiszitären Führerdemokratien. Ein besonderes Manöver zur Umleitung der Massenmacht in genehme, ungefährliche politische Bahnen ist die Gaponade. Hier stellt sich ein politischer Führer, eine Partei oder eine sonstige Gruppe der Mächtigen, die der Masse feindlich gesinnt ist, in revolutionärer Situation scheinbar auf die Seite der Masse und deklamiert eindrucksvoll, ihre Ziele zu vertreten. Tatsächliches Ziel der Gaponade ist es aber, Massenmacht zu zerstören, Zeit zu gewinnen, die Masse aufzulösen- oder zumindest umzulenken. Die Sozialdemokratische Partei Deutschlands gelangte 1919 mittels einer solchen Gaponade an die Macht: Scheinbar vertrat sie die Forderungen der Deutschen Revolution von 1918–1919, tatsächlich paktierte sie im Geheimen mit den alten militärischen und wirtschaftlichen Mächten, die sie angeblich zu beseitigen trachtete und fiel den revolutionären Massen in den Rücken.
Im aufstrebenden Marxismus wurde die Masse der Proletarier als potenziell revolutionärer, nach Emanzipation strebender Teil der Gesellschaft- und als möglicher Träger einer sozialen Revolution gesehen. Gerade der Bezug auf die Interessen der arbeitenden Massen unterschied die kommunistische Bewegung von anderen historischen sozialen Bewegungen. So schrieb Karl Marx 1848: „Alle bisherigen Bewegungen waren Bewegungen von Minoritäten oder im Interesse von Minoritäten. Die proletarische Bewegung ist die selbständige Bewegung der ungeheuren Mehrzahl im Interesse der ungeheuren Mehrzahl.“
Nach Vilfredo Pareto übernimmt jedoch nach einer erfolgreichen Revolution niemals die Masse selber die Herrschaft, sondern immer eine „Reserveelite“ oder die revolutionäre Avantgarde, die die Masse auf ihre Seite gebracht- und instrumentalisiert hat. So verwandelte sich etwa die „Diktatur des Proletariats“, die der autoritäre Sozialismus Marx’scher Prägung anstrebte, allzu oft in eine Diktatur über das Proletariat: Die einst hochgelobte revolutionäre Masse wurde in diesem Zusammenhang fast immer zum „reaktionären“, von „ausländischen Mächten gesteuertem Feind“ umgedeutet, wenn sie sich in neuer Formation gegen die sozialistische Nomenklatura wendete, um ihre legitimen Interessen durchzusetzen (vergleiche Ungarischer Volksaufstand von 1956).

## Ursachen für Massenbildungen

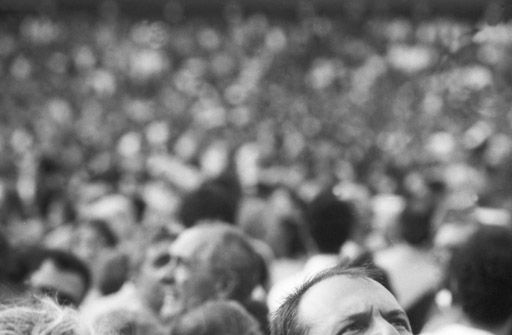
Eine kommerzielle Großveranstaltung zieht die Massen an. (2001)

Massenintegration kann Spaß machen und Wohlbefinden erzeugen. Deshalb liegt eine positive Ursache von Massenbildungen im Wunsch, das eigene Empfinden zu verbessern, mal „etwas Anderes zu erleben“, dazuzugehören, dabei zu sein, sich lebendig zu fühlen, mit anderen Freude zu empfinden und sich auszuleben. In der Masse schwinden die individuellen Grenzen, die im Alltag bestimmend sind und die Menschen voneinander trennen. Prinzipien der konkurrenzhaften Handelsgesellschaft wie „Des einen Freud, des anderen Leid“, „Des einen Gewinn, des anderen Verlust“, gelten in der Masse nicht, denn die Masse ist wirtschaftsfremd und antiindividualistisch. Das Leben in der Masse ist kein Nullsummenspiel, vielmehr kommt es darauf an, gemeinsam Erfolge zu erleben, gemeinsam zu handeln, gemeinsam zum Wohlbefinden aller beizutragen.
Der Mensch in der Masse hat Gelegenheit, sich anderen, eigentlich fremden Menschen nahe zu fühlen, ohne Feindschaft, Konkurrenz, Angst, Misstrauen oder Abneigung zu empfinden. Festmassen geben dazu Gelegenheit, ebenso sportliche Massenereignisse, denen die Masse beiwohnt oder an denen sie selbst aktiv beteiligt ist. Nicht der Wunsch, unbedingt zu den Siegern gehören zu müssen, sondern das Prinzip des „Dabeisein ist alles!“ ist entscheidend. Kein wirklicher Fußballfan wechselt etwa den Verein, nur weil der in die Zweite Liga absteigt, man hält treu zusammen, auch wenn die katastrophale Niederlage da ist:
- „You will never walk alone!“ (Du wirst niemals alleine gehen!) – diese Fußball-Hymne betont das Entscheidende.

Zum anderen sind es existentiell bedrohliche, negative Ereignisse, die zu Massenbildungen führen. Soziale Krisen, religiöse Auseinandersetzungen, Inflationen, Hungersnöte, Seuchen oder militärische Konflikte (inkl. Gefangenen- oder auch Flüchtlingslager) erzeugen mittelbar oft Massenhandeln – und fördern bestenfalls die eigenständige Organisation der Massen: Denn zuweilen kann die gemeinschaftliche Massenvernunft gegenüber der irrationalen Massenemotionalität an Bedeutung gewinnen. Man denke an die Organisation von Massen in Gestalt von Plenen, Rätesystemen, Volks- und Heeresversammlungen (etwa im republikanischen Römischen Reich, im Hellenischen Griechenland).
Bei Jean-Jacques Rousseau, der in seinen Aufklärungsschriften Massenbildungen in der antiken römischen Republik untersuchte, ist die Masse (multitudo) gar der Souverän, der „schläft“, solange regiert wird und zu „neuem Leben erwacht“, wenn das Volk zur Wahlurne schreitet und sich eine neue Regierung sucht. Massenereignisse sind ihm nach immer auch Äußerungen der Volkssouveränität, die Ursache der Massenbildung liegt also im Wunsch der Menschen, selbst über ihr Schicksal zu bestimmen.
Der berühmte Aufklärer legte Wert auf die Feststellung, dass das Verhältnis von Regierenden und Regierten in gewisser Weise immer Feindseligkeit enthält und ein tiefes Gefühl des Misstrauens und der Feindseligkeit hier wie da auch vorhanden ist: Erwacht die Masse aus ihrem Dornrößchenschlaf, zeigt sich „der Souverän“ den Regierenden in seiner eindrucksvollen, manifestierten Macht, entsteht in Regierungskreisen oftmals Angst und Panik – Polizei- und Militäreinsätze sind eine häufige Abwehrreaktion.
Jean-Jacques Rousseau urteilte scharfsinnig: Die Masse hat tatsächlich eine starke Tendenz, Volkssouveränität in sich zu verkörpern und ist sich dessen zumeist auch bewusst, wenn sie sich konstituiert. („Wir sind das Volk!“) Deshalb beobachten die Regierungen aller Länder mit Argusaugen und großer Skepsis Massenereignisse und Massenorganisationen, die die Tendenz haben, sich ihrer Kontrolle zu entziehen. Gelingt es regierungsfeindlichen Kräften in einer krisenhaften Situation, geballte Massenmacht zu mobilisieren, zum Beispiel in Form eines wohl organisierten Generalstreikes oder landesweiter Großdemonstrationen, steht die Legitimität des Regierungshandelns -das in repräsentativen Demokratien ja Anspruch erhebt, im Dienste der Mehrheit zu erfolgen- ganz offensichtlich in Frage; denn die Masse der Unzufriedenen macht deutlich, dass sie sich von der Regierung nicht vertreten fühlt.
Generell liegt eine wichtige Ursache für Massenhandeln – und übrigens auch für die oben erwähnten charismatischen Phänomene – darin, dass Krisen scheinbar nicht durch die bewährten Notmaßnahmen bewältigt werden können, die üblicherweise geholfen hatten, die Not zu lindern. (etwa im Fall einer verheerenden Weltwirtschaftskrise) Die Gesellschaft kann in solchen außeralltäglichen Krisensituationen bis an den Rand der Panik gelangen. Die „grande peur“ (Michel Vovelle), die große Furcht macht sich in solchen Notzeiten innerhalb der individualisierten Menge breit. Der Einzelne sucht dann typischerweise Sicherheit, Geborgenheit und Solidarität im Kollektiv der Masse.
Das historische Auftreten von Menschen als Massen ist nicht nur ein Phänomen der Neuzeit, Massenbildungen gibt es, seitdem Menschen in größeren Gruppierungen oberhalb der Sippe zusammenleben (im Stamm, Clan, Volk). Der Unterschied zwischen einer traditionellen Masse und einer modernen Masse liegt allerdings darin, dass die moderne urbane Masse durch ihre relative Anonymität zu enthemmtem, unverantwortlichem Handeln mehr einlädt, als eine traditionelle Masse, in der tendenziell fast jeder jeden kennt.
Elias Canetti schreibt der Masse vor allem die wichtigen Vorgänge der Gemeinschaftseinbindung und Machtentfaltung, der Machtausübung und Entladung zu. Der Mensch in der Masse ist dank seiner Massenintegration plötzlich in der Lage, den „Stachel des Leides“, das ihm selbst einmal widerfahren ist, als er schwach und hilflos war, umzudrehen und andere leiden zu lassen. Die Masse in diesem Sinne ist rachsüchtig und grausam, wenn sie etwa die ehemals Herrschenden bestraft, die nun schutzlos zu ihren Füßen liegen. (Die Vorkämpfer der Französischen Revolution etwa trugen die Köpfe ihrer Feinde auf Piken aufgespießt im Triumphzug durch die Straßen von Paris.)
Theodor W. Adorno kritisierte die industriell produzierte „Massenunterhaltung“ mit seinem Schlagwort von der „Kulturindustrie“. Eine wesentliche Motivation der kulturindustriell betriebenen „Vermassung“ durch Massenmedien sieht er in der ideologischen Gleichschaltung der Individuen zu gehorsamen Konsumenten und Untertanen. Soziologisch ist allerdings weder zu bestätigen, dass der Einsatz von Massenmedien automatisch „Massengehorsam“ und „Gleichschaltung“ schafft, noch, dass massenmedialer Einsatz stets zur Vergemeinschaftung der Menge in der Masse beiträgt. Wohl können Massenmedien zur Vermassung beitragen; ebenso können sie dazu beitragen, Massen in Mengen aufzulösen und die Gesellschaft zu spalten. Die Zerschlagung regierungskritischer, sozialer Massenbewegungen durch eine geballte, gerichtete und feindselige Medienwelt, wie wir sie im Jahre 2018 in der Türkei und in der Russischen Föderation vorfinden, kann als Beispiel für beide Vorgänge dienen.
Lange Zeit hat die wissenschaftliche Betrachtung der Massen unter den Einflüssen der spekulativen Psychologie a la Gustave Le Bon oder Sigmund Freud und ihrer zahlreichen Epigonen gelitten. Die Massenpsychologie in diesem Sinne verkannte den sozialen und eben nicht rein psychischen Charakter von Massenbildungen und leugnete berufsblind das Wesentliche an der Masse: Die soziale Formation.
Die moderne Massensoziologie ist eine in Entwicklung befindliche, gesellschaftlich außerordentlich bedeutsame Teilsoziologie, die bestrebt sein muss, werturteilsvolle und vorurteilsbefrachtete Stereotype der Masse, wie sie von der Massenpsychologie inthronisiert wurden, zu widerlegen. Eine Vereinnahmung der Massensoziologie durch Politik gleich welcher Form und welchen Inhalts ist abzulehnen und mit allen Mitteln der Wissenschaft zu bekämpfen. Dies mag man als Selbstverständlichkeit ansehen. Tatsächlich wurde aber die Massensoziologie (etwa der 1920er Jahre) ebenso wie die Massenpsychologie (des gesamten Zwanzigsten Jahrhunderts) oftmals als willfähriges, politisches Werkzeug missbraucht – und beide ließen sich missbrauchen. Mal schürte man angelehnt an pseudowissenschaftliche Erkenntnisse Angst vor den „zerstörerischen, irrationalen und verantwortungslosen“ Massen und warnte vor den ungeheuer verderblichen Auswirkungen der „Massendemokratien“, mal wurden die Massen als Urheber alles Guten und Wertvollen verherrlicht. (Proletarische Masse im Sozialismus, militärische Masse im aggressiven Nationalismus und Nationalsozialismus)
Tatsächlich sind Massen ebenso wie Gruppen, Figurationen, Netzwerke oder auch Gemeinschaften und Gesellschaften gänzlich werturteilsfrei zu betrachten – anders wird man ihnen nicht gerecht. Hierzu ist es nötig und wird es weiter nötig sein, die Massensoziologie theoretisch weiterzuentwickeln und sie empirisch systematisch abzustützen. Hier ist noch Vieles zu leisten und mancher, der sich daranmacht, es zu tun, wird sich nicht ganz zu Unrecht noch als Pionier empfinden dürfen. Dies bleibt abschließend zu sagen, auch wenn auf dem Gebiet der Massensoziologie schon Einiges geleistet wurde.

## Arten von Massen
Gerichtete Masse
Die Masse verfügt über gemeinsame Handlungsziele, die jedem Massenangehörigen klar sind. (etwa Demonstrationsmasse)
HetzmasseDie Masse strebt konkret zur Verfolgung, Schädigung oder physischen Vernichtung des Feindes.

### Kriegsmasse
Die Kriegsmasse ist die disziplinierte, rangmäßig und arbeitsteilig hoch organisierte bewaffnete Masse, die sich jahrelang erhalten kann. In hier herrscht ein esprit de corps und eine kameradschaftliche Solidarität, die aber durch das vertikale Organisations- und Herrschaftsprinzip durchbrochen wird. (Vgl oben)

### Revolutionsmasse
Die revolutionäre Masse ist eine bewaffnete, selbstbewusste Umkehrmasse, die zur radikalen weitgreifenden Veränderung der sozialen Verhältnisse strebt.
Solidarität, Genossenschaft, Herrschaftsfremdheit aber auch Zielbewusstsein und Entschlossenheit kennzeichnen die Mentalität der Revolutionsmasse.
FluchtmasseIn Momenten der Panik reagiert die Fluchtmasse nicht vernünftig, sondern sie reagiert kopflos, der Einzelne in ihr folgt der Vielheit, gleichviel, ob diese der Notsituation entkommen kann oder in ihr Unglück rennt. Laut Elias Canetti ist die Fluchtmasse eine Masse, die Schritt für Schritt in eine Menge unsolidarisch handelnder Einzelner zerfällt. (Beispiel: Zerfall des napoleonischen Heeres auf dem Rückzug aus Russland.)
VerbotsmasseDas Aufbegehren gegen Benachteiligungen und Unterdrückung lässt eine Verbotsmasse entstehen. Die Verbotsmasse steht im Dienste der Insubordination einer bestehenden Ordnung, die nicht (mehr) als legitim anerkannt wird.
UmkehrmasseEine ehemals unterdrückte Menge wird Umkehrmasse genannt, wenn sie gemeinschaftlich gegen ihre Unterdrücker vorgeht, um die Verhältnisse umzukehren und selbst zur Macht zu gelangen.(Auch revolutionäre Masse, revoltierende Masse)

### Doppelmasse
Zwei sich gegenüberstehende Fanmassen; Zwei aufeinandertreffende Heeresmassen; Organisierte Ordnungsmacht wider revolutionäre Masse usw.- entscheidend ist, dass sich beide Massen nicht nur durch sich selbst, sondern auch durch die gemeinsame Gegnerschaft zur anderen Masse definieren.

### Organisierte und nicht organisierte (spontane) Masse
Z. B. Heeresmasse und organisierte revolutionäre Masse auf der einen Seite, eine lockere Feier- oder Festmasse auf der anderen Seite (Unterschiede in Gliederung, Führung, Rängen sind evident).

### Heterogene und homogene Massen
Erstere sind im Hinblick auf verschiedene Kategorien wie Alter, Geschlecht, Herkunft, Stand usw. gemischt, letztere umfassen nur Menschen mit bestimmten Eigenschaften (etwa nur Frauen, nur Jugendliche, nur Linke, nur Deutsche, nur Moslems, nur Unterschichtangehörige, nur Homosexuelle usw.).

### Latente und konkrete Masse
Wenn sich gewohnheitlich und regelmäßig zusammenfindende konkrete Massen physisch auflösen, sind sie psychisch und sozial dennoch latent vorhanden, insofern sich Angehörige dieser Massen immer noch sinnhaft und emotional, in ihrem Denken und Empfinden, wie in ihrem Handeln und Verhalten von der Massenmentalität, von Zielen, Ideen und Bildern des Kollektivs bestimmen lassen. Der Revolutionär bleibt Revolutionär, auch wenn er von der revolutionären Masse getrennt im Kerker sitzt. Der Fußballfan empfindet sich als Teil eines größeren Ganzen, eines Wir, auch, wenn er sein Gefährt bereits nach dem Spiel allein nach Hause lenkt. Auch der fanatische Pegida-Anhänger bleibt Teil einer antimuslimischen Massenbewegung, selbst, wenn er nur seine Goldfische füttert. Man bedenke: Das „Gären“ der latenten Masse ist ein nicht sichtbares aber doch vorhandenes Vorspiel zahlreicher historischer Aufstände und Revolutionen gewesen.